# Pilumnus holosericus
Pilumnus holosericus is een krabbensoort uit de familie van de Pilumnidae. De wetenschappelijke naam van de soort is voor het eerst geldig gepubliceerd in 1898 door Rathbun.